# SOCCA Kalisz Cup 2024
SOCCA Kalisz Cup 2024 byl první ročník přípravného turnaje, který se odehrál před mistrovstvím světa v malém fotbale SOCCA 2024 a který se konal v polském městě Kališ, 6. dubna 2024. Účastnily se ho 4 týmy, které hrály v jedné skupině systémem každý s každým. Turnaj vyhrálo Polsko.

## Stadion
Turnaj se odehrál na jednom stadionu v jednom hostitelském městě: Kalisz Arena (Kališ).
| Kališ          |
| -------------- |
| Kalisz Arena   |
| Kapacita: 2000 |

## Zápasy
| Vysvětlivky                     |
| ------------------------------- |
| Vítěz zápasu je tučně zvýrazněn |

Všechny časy zápasů jsou uvedeny v středoevropském letním čase (SELČ).

### Tabulka
| Tým     | Z | V | R | P | VG | IG | +/− | B |
| ------- | - | - | - | - | -- | -- | --- | - |
| Polsko  | 3 | 3 | 0 | 0 | 12 | 3  | +9  | 9 |
| Francie | 3 | 1 | 1 | 1 | 4  | 3  | +1  | 4 |
| Německo | 3 | 1 | 1 | 1 | 9  | 3  | +6  | 4 |
| Anglie  | 3 | 0 | 0 | 3 | 0  | 16 | −16 | 0 |

| 6. dubna 2024 13:00                                                                             |       |        |                     |
| Polsko                                                                                          | 6 : 0 | Anglie | Kalisz Arena, Kališ |
| Krystian Nowakowski 5', 20' Kamil Kucharski 32' Bartłomiej Dębicki 33', 40' Kacper Cetlin 40+2' |       |        | Kalisz Arena, Kališ |

| 6. dubna 2024 14:00 |       |         |                     |
| Německo             | 0 : 0 | Francie | Kalisz Arena, Kališ |
|                     |       |         | Kalisz Arena, Kališ |

| 6. dubna 2024 16:00                                             |       |                                     |                     |
| Polsko                                                          | 3 : 2 | Francie                             | Kalisz Arena, Kališ |
| Krzysztof Elsner 2' Michał Kowalczyk 9' Adrian Mierzejewski 39' |       | Romain Labaig 19' Mathieu Legru 27' | Kalisz Arena, Kališ |

| 6. dubna 2024 17:00 |       |        |                     |
| Německo | 8 : 0 | Anglie | Kalisz Arena, Kališ |
| Fouad Aghnima 2' Hendrik Hebbeker 7', 16' Maximilian Beister 8' Yannick Zierden 22' Dario Bezerra-Ehret 23' Jacob Göker 24' Lan Claus 38' |       |        | Kalisz Arena, Kališ |

| 6. dubna 2024 19:00 |       |                                              |                     |
| Anglie              | 0 : 2 | Francie                                      | Kalisz Arena, Kališ |
|                     |       | Pierre Colacicco 2' Barivola Razafindrab 16' | Kalisz Arena, Kališ |

| 6. dubna 2024 20:00                           |       |                           |                     |
| Polsko                                        | 3 : 1 | Německo                   | Kalisz Arena, Kališ |
| Krzysztof Elsner 20', 39' Kamil Kucharski 30' |       | Kamil Kucharski 14' (vl.) | Kalisz Arena, Kališ |